# 92 Piscium
92 Piscium är en gulvit stjärna som ligger i Fiskarnas stjärnbild.
92 Piscium har visuell magnitud +6,58 och är inte synlig för blotta ögat ens vid god seeing. Stjärnan befinner sig på ett avstånd av ungefär 160 ljusår.